# Frédéric d'Egmont
Frédéric d'Egmont (en néerlandais Frederik van Egmont), né vers 1440 et mort en 1521, est un noble de la famille d'Egmont ayant vécu au Moyen Âge. Il est seigneur d'IJsselstein, comte de Buren et Leerdam, et conseiller-chambellan de Charles le Téméraire et de Maximilien Ier. Il est également seigneur de Cranendonck et Eindhoven. Il est surnommé Gijs le Bigleux.

## Biographie
Frédéric est le second fils de Guillaume d'Egmont et Walburge de Meurs. Avec ses frères, il apporte un soutien aux actions de leur père en Gueldre. Après la conquête du duché par les Bourguignons, Frédéric est élevé à remplir de hautes fonctions. En 1478, il est capturé à Nimègue par des hommes au service d'Adolphe de Gueldre et il est emprisonné pendant trois ans (1478-1481).
Après sa libération, il est aux côtés de l'évêque David de Bourgogne et le soutient dans la guerre civile qui se déroule de 1481 à 1483. En 1482, il réussit à déjouer le siège d'IJsselstein en rassemblant un parti à Schoonhoven. Dans les années 1480, il contribue à la politique de Maximilien Ier. En 1486, il assiste à son couronnement comme empereur des Romains et en 1488 Frédéric mène une armée à Bruges pour libérer Maximilien qui y était retenu.
En 1492, Maximilien l'élève aux titres de comte de Buren et comte de Leerdam. En 1499, il est admis comme « frère assermenté » de l' Illustre Confrérie  de Notre-Dame de Bois-le-Duc. Le siège de Franeker (nl) en 1500 constitue son dernier engagement militaire.

## Mariage et descendance
En 1464, Frédéric épouse Aleida van Culemborg (morte le 20 juillet 1471), dame de Sint-Maartensdijk. De ce mariage sont issus deux fils :
- Florent d'Egmont, comte de Buren et Leerdam et seigneur d'IJsselstein, aussi appelé Fleurken Dunbier (1470-1539) ;
- Wemmer d'Egmont de Buren.

En 1502 il se marie avec Walburge de Manderscheid (morte 1527).
Frédéric a ensuite encore d'autres enfants illégitimes :
- Christoffel d'Egmont (en néerlandais Christoffel van Egmond) (d'IJsselsteijn)
- Guillaume Ier bâtard d'Egmond (en néerlandais Willem I bastaard van Egmond) (mort vers 1532). Il épouse Theodora de Rover (ou de Roever), fille de Geerlic de Rover, également connu sous le nom de Geerlic de Rave. De l'union de Guillaume et Théodora deux enfants sont nés : 1) Guillaume II d'IJsselstein (en néerlandais Willem II van IJsselstein) [5] et 2) Guillaume III d'IJsselstein (en néerlandais Willem III van IJsselstein), moine en 1529 [6].

Frédéric eut une relation avec Catherine de Ranst de Kessel (en néerlandais Catharina van Ranst van Kessel) (morte vers 1500), fille d'Henri de Ranst et d'Henrica de Haaften. De cette union est issue :
- Catharina bâtarde d'Egmont, elle épouse le 5 mai 1497 Louis de Praet de Moerkerken (en néerlandais Lodewijk van Praet van Moerkerken), chevalier, seigneur de Carnisse et kastelein à Schoonhoven.

## Sources
- (nl) Cet article est partiellement ou en totalité issu de l’article de Wikipédia en néerlandais intitulé « Frederik van Egmont » (voir la liste des auteurs).
- (nl) Dijck, G.C.M. van (2001) Op zoek naar Jheronimus van Aken alias Bosch. De feiten. Familie, vrienden en opdrachtgevers, Zaltbommel: Europese Bibliotheek  (ISBN 90-288-2687-4).
- (nl) Wagenaar, J. ,Vaderlandsche historische geschiedenis D. IV. blz 219, 218